# Czerwiaki
Czerwiaki – dawny majątek. Tereny, na których leżał, znajdują się obecnie na Białorusi, w obwodzie mińskim, w rejonie wilejskim, w sielsowiecie Chocieńczyce.

## Historia
W czasach zaborów w gminie Chocieńczyce, w powiecie wilejskim, w guberni wileńskiej Imperium Rosyjskiego.
W latach 1921–1945 folwark a następnie majątek leżał w Polsce, w województwie wileńskim, w powiecie wilejskim, w gminie Chocieńczyce.
Według Powszechnego Spisu Ludności z 1921 roku zamieszkiwało tu 49 osób, 12 było wyznania rzymskokatolickiego, 15 prawosławnego a 22 staroobrzędowego. Jednocześnie 20 mieszkańców zadeklarowało polską, 10 białoruską a 17 rosyjską przynależność narodową. Było tu 8 budynków mieszkalnych. W 1931 w 8 domach zamieszkiwało 68 osób.
Wierni należeli do parafii rzymskokatolickiej w Ilji i prawosławnej w Chocieńczycach. Miejscowość podlegała pod Sąd Grodzki w Ilji i Okręgowy w Wilnie; właściwy urząd pocztowy mieścił się w Chocieńczycach.